# Udo Holdorf
Udo Holdorf (* 10. Juli 1946 in Bonn; † 25. April 2025) war ein deutscher Opernsänger (Tenor).

## Leben
Udo Holdorf absolvierte von 1966 bis 1971 ein Gesangsstudium an der Musikhochschule Köln bei Ellen Bosenius und Josef Metternich, weitere Studien führten ihn zu Francesco Carino in Düsseldorf.
Bereits während seiner Ausbildung übernahm er kleinere Partien an der Oper Bonn. Sein offizielles Debüt gab er 1971 am Stadttheater Würzburg in der Titelpartie von Verdis Otello. Seit 1973 sang er für viele Jahre als erster Heldentenor an der Deutschen Oper am Rhein Düsseldorf-Duisburg. Von 1981 bis 1984 und von 1986 bis 1988 wirkte er bei den Bayreuther Festspielen als „Balthasar Zorn“ in den Meistersingern mit.